# Juan de Mena (Paraguay)
Juan de Mena es un municipio del departamento de Cordillera, Paraguay. Con sus 965 km² de territorio es el distrito más extenso del departamento.

## Geografía

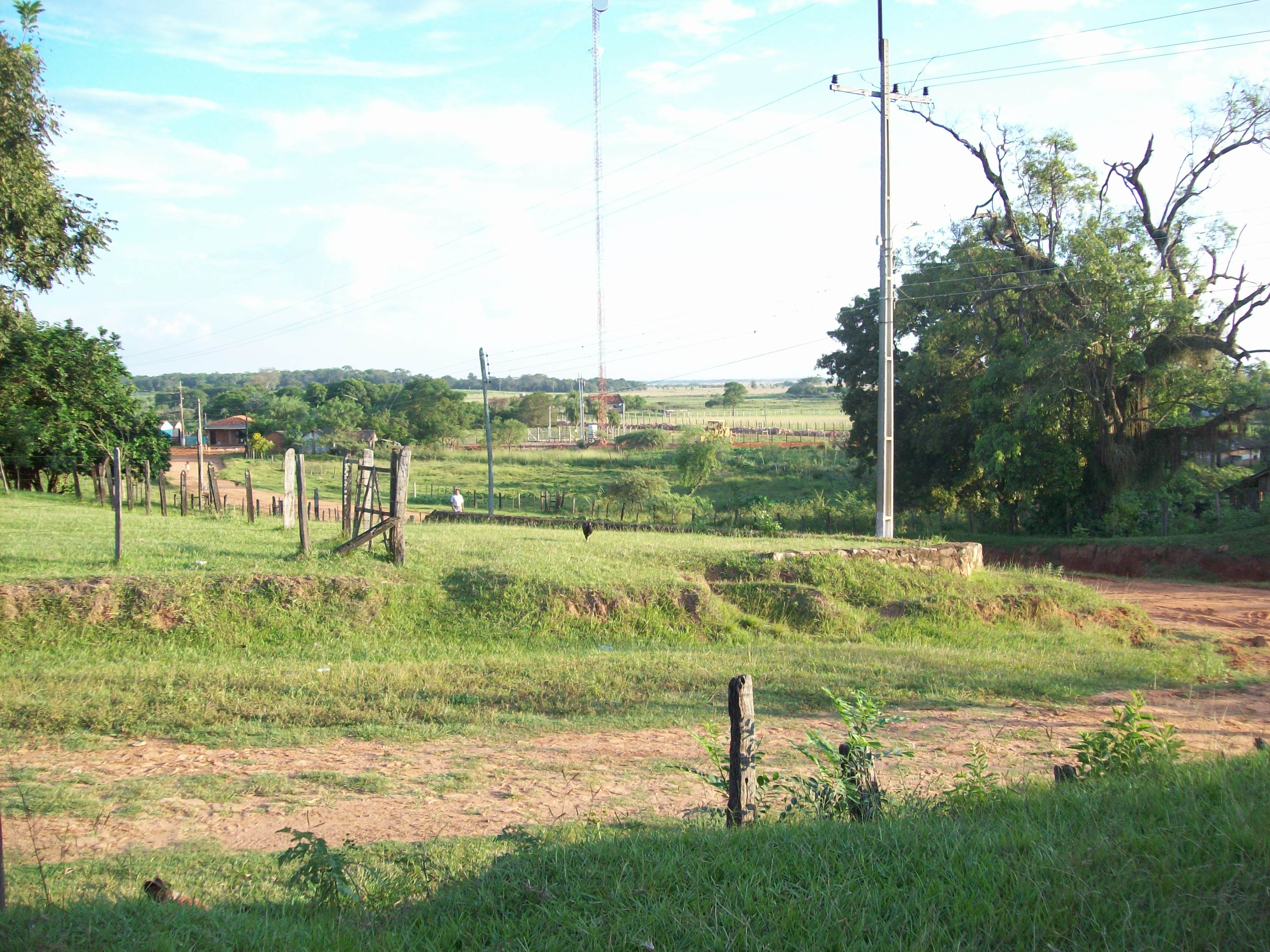
Vista del camino a compañía.

Es una localidad rica en recursos naturales. Posee extensas campiñas cubiertas con humedales y una infinita variedad de aves silvestres. Tanto en los territorios de Arroyos y Esteros como en el de Juan de Mena se pueden apreciar extensos e imponentes carandatales. 
Está regado por las aguas del Río Negro y Río Manduvirá, y por los arroyos: Jhú, Peguajhó, Andaí, Tobatiry, Mbutuy, Culandrillo y Hondo. En el distrito se encuentran los esteros Chipá, Mbutuy, Tobatiry y Pamtel. El distrito limita al norte con el Departamento de San Pedro; al sur con Arroyos y Esteros, San José Obrero y Caraguatay; al este con el Departamento de Caaguazú; y al oeste con el Departamento de San Pedro, separado por el Río Manduvirá.

## Clima
Predomina un clima seco y templado, con una temperatura media de 22 °C, una mínima de 0 °C y una máxima de 40 °C. La cantidad de lluvia caída en el año alcanza 1.536 mm, dando un término medio de 153 mm por mes. Los meses de junio y agosto son los meses de menor lluvia.

## Economía
La principal riqueza reside en la agricultura. Los pobladores se dedican al cultivo de maíz, algodón, mandioca, caña de azúcar, tabaco, poroto, yerba mate, café, cítricos. Así mismo, la zona cuenta con viñedos. Los pobladores también se dedican a la pesca.

## Infraestructura
La Ruta PY03 cruza casi todo el departamento de la Cordillera, tocando las ciudades de Emboscada y Arroyos y Esteros, y bordeando el distrito de Juan de Mena. El distrito cuenta con acceso asfaltado por el ramal que une la ruta con la zona urbana (18 km). La zona urbana cuenta con 22 calles asfaltadas. El distrito posee pistas de aterrizaje para aviones pequeños.

## Juandemeninos reconocidos
- Pablo Giménez, futbolista del Guaraní, el Club Cerro Porteño y el Deportes Tolima
- Lino Oviedo, político, fundador del partido UNACE y candidato a presidente por dicho partido
- Orlando Oviedo mejor paracaidista de la Fuerza Aérea Paraguaya
- José Oviedo, Ingeniero en Electrónica, Senador Nacional de la República del Paraguay.
- “Tritón” Flores, histórico futbolista paraguayo, brilló en el Club Olimpia y la selección nacional, siendo recordado por su liderazgo y goles decisivos.